# Colfax stevensi
Colfax stevensi lub Colfax stewensi – gatunek chrząszcza z rodziny biegaczowatych i podrodziny Anthiinae.

## Taksonomia
Gatunek ten opisany został w 1920 roku przez Herberta Edwarda Andrewesa jako gatunek typowy nowo utworzonego rodzaju Colfax. Rodzaj ten jak dotychczas pozostaje monotypowy.

## Opis
Środkowy ząbek bródki wydłużony, kolcopodobny. Czwarty człon głaszczków szczękowych kształtem przypomina siekierę, czym różni się od indyjskich przedstawicieli rodzaju Macrocheilus. Odnóża smukłe, szczuplejsze niż u rodzaju Omphra. Czwarty człon stóp pełny, a nie dwupłatkowaty jak u rodzaju Creagris.

## Rozprzestrzenienie
Takson orientalny, rozmieszczony między regionami biogeograficznymi subkontynentu indyjskiego i Sundy. Znany z indyjskich stanów Asam, Sikkim i Dardżyling oraz Mjanmy.